# يوهان هاري
يوهان هاري (بالإنجليزية: Johann Hari) هو صحفي وكاتب بريطاني، ولد في 21 يناير 1979 في غلاسكو في المملكة المتحدة.

## وصلات خارجية
- الموقع الرسمي
- يوهان هاري على موقع IMDb (الإنجليزية)
- يوهان هاري على موقع ميوزك برينز (الإنجليزية)
- يوهان هاري على موقع قاعدة بيانات الفيلم (الإنجليزية)